# Evadare (film din 2021)
Flugt (în engleză Flee) este un film documentar animat pentru adulți danez din 2021, regizat de Jonas Poher Rasmussen. O coproducție internațională Danemarca, Franța, Norvegia și Suedia, filmul urmărește povestea unui bărbat sub pseudonimul Amin Nawabi, care, pentru prima dată, vorbește despre trecutul lui ascuns, când a fugit din țara natală, Afganistan, în Danemarca. Actorii Riz Ahmed și Nikolaj Coster-Waldau sunt producători executivi și naratori pentru versiunea dublată în limba engleză.
Premiera mondială a filmului a avut loc la Festivalul de Film Sundance 2021, pe 28 ianuarie 2021, unde a câștigat Marele Premiu al Juriului la secțiunea World Cinema Documentary. A fost lansat în cinematografele din Statele Unite pe 3 decembrie 2021 de companiile Neon și Participant Media.
Filmul este un documentar animat, cu scene care descriu trecutul și prezentul lui Amin, intercalate cu imagini de arhivă ale evenimentelor din Afganistan din perioada în care a fugit Amin. Filmul a fost de multe ori numit unul dintre cele mai bune filme din 2021 și a obținut numeroase premii, în principal pentru categoriile de animație și documentare, inclusiv cel mai bun lungmetraj la Festivalul Internațional de Film de Animație de la Annecy și cel mai bun film independent de animație la cea de-a 49-a ediție a Premiilor Annie (Annie Awards), la ambele categorii fiind pentru prima dată când câștigă un film documentar de animație.
Filmul a fost selectat din partea cinematografiei daneze pentru Premiul Oscar pentru cel mai bun film străin, unde s-a clasat în topul celor cinci finaliști și, cu încă două nominalizări pentru Cel mai bun film documentar și cel mai bun film de animație, a devenit al doilea film de animație în limbă străină, după Vals cu Bashir (2008), nominalizat vreodată la toate aceste trei categorii.

## Rezumat
Amin Nawabi este intervievat în Danemarca de regizorul Jonas Poher Rasmussen, care îl cunoaște pe Amin de când erau adolescenți. Jonas realizează un documentar despre viața lui Amin, inclusiv despre fuga acestuia ca refugiat din Afganistan în Danemarca. Amin nu a mărturisit nimănui toate detaliile poveștii sale, nici măcar iubitului său, Kasper, cu care plănuiește să se căsătorească. Trauma trecutului afectează capacitatea lui Amin de a se stabili într-un loc și acesta chiar ia în considerare posibilitatea de a pleca departe de Kasper, ca cercetător postdoctoral la Universitatea Princeton din Statele Unite.
Amin începe prin a povesti despre copilăria petrecută în Kabul, alături de mama sa Tahera, surorile Fahima și Sabia și fratele său mai mare Saif. Tatăl lui Amin nu este prezent în viața lor, întrucât a fost perceput ca o amenințare după izbucnirea războiului sovieto-afgan și întemnițat. Saif este nevoit să fugă de poliție în mod constant pentru a evita să fie recrutat în forțele de luptă. După ce Uniunea Sovietică se retrage din Afganistan, Amin și familia lui fug din Kabul din cauza invaziei iminente a forțelor mujahedinilor. Ei călătoresc în Rusia, unde se întâlnesc cu fratele cel mai mare al lui Amin, Abbas, care locuiește în prezent în Suedia, după ce a fugit din Afganistan cu ani în urmă. Abbas aranjează ca traficanții de persoane să introducă ilegal familia în Suedia. În timp ce așteaptă să părăsească Rusia, aceștia sunt nevoiți să rămână închiși în casă, deoarece se află ilegal în țară. Surorile lui Amin sunt primele transportate ilegal, fiind ascunse într-un container de marfă pe un cargou împreună cu alți zeci de refugiați. Cele două supraviețuiesc, dar sunt traumatizate din cauza călătoriei îngrozitoare.
În prezent, Jonas își exprimă surprinderea că frații lui Amin locuiesc în Suedia, deoarece fusese ferm convins că rudele acestuia nu mai erau în viață. Amin îi mărturisește că ascunde adevărul de teamă că va fi trimis înapoi în Afganistan dacă se află că nu e un refugiat orfan, așa cum a pretins la sosirea în Danemarca. Amin și Kasper vizitează o casă în care ar dori să locuiască după căsătorie; Kasper se teme că Amin nu va fi capabil să rămână într-un singur loc pentru o perioadă lungă de timp. Înapoi în trecut, Amin, Saif și Tahera fug din Rusia cu un camion, împreună cu un grup de refugiați. Grupul se urcă într-o barcă pentru a traversa Marea Baltică până în Suedia. Pe mare izbucnește o furtună și motorul bărcii cedează. După câteva zile de plutit în derivă, sunt găsiți de o navă de croazieră norvegiană. Amin și familia lui sunt ținuți captivi în Estonia timp de șase luni înainte de a fi deportați înapoi în Rusia.
În prezent, Amin decide să accepte postul de la Princeton, ceea ce provoacă o ceartă între el și Kasper, așa că pleacă și rămâne acasă la Jonas. În trecut, Tahera se îmbolnăvește după întoarcerea lor în Rusia. Saif își asumă responsabilitatea pentru întreaga familie, hotărând ca în primul rând să-l trimită pe Amin din Rusia tot cu ajutorul contrabandiștilor, însă unii mai scumpi și mai de încredere, care îi spun că Amin trebuie să se dea drept orfan pentru a evita deportarea înapoi în Afganistan. Amin ajunge în Ucraina, dar este trimis cu un zbor spre Copenhaga și nu spre Suedia. Odată ajuns acolo, el se predă autorităților ca refugiat și ia legătura cu Abbas, care îl instruiește să continue să mintă în legătură cu uciderea membrilor familiei sale. Câțiva ani mai târziu, Amin merge în Stockholm și se întâlnește cu Abbas și surorile sale. După ce le-a dezvăluit că este gay, Abbas îi spune că familia a știut întotdeauna despre orientarea lui sexuală și că îl acceptă cu toții.
În prezent, Jonas îl vizitează pe Amin în New York City, unde acesta dorește să se stabilească, după ce o viață întreagă a fost veșnic în alertă. Se întoarce în Danemarca, unde se reîntâlnește cu Kasper. Patru luni mai târziu, cei doi sunt deja căsătoriți și și-au cumpărat o casă împreună.
În epilog se precizează că fratele și mama lui Amin au reușit până la urmă să scape din Rusia și că soarta tatălui lor rămâne încă necunoscută.

## Distribuție (voci)
- Amin Nawabi - el însuși (în prezent)
- Daniel Karimyar - Amin (9-11 ani)
- Fardin Mijdzadeh - Amin (15-18 ani)
- Jonas Poher Rasmussen - el însuși
- Kasper (iubitul lui Amin) - el însuși
- Belal Faiz - Saif (13-19 ani)
- Milad Eskandari - Saif (8 ani)
- Zahra Mehrwarz - Fahima (28 de ani)
- Elaha Faiz - Fahima (13-26 de ani)
- Sadia Faiz - Sabia (16-26 de ani)

## Producție
În ianuarie 2021, s-a anunțat că Riz Ahmed și Nikolaj Coster-Waldau vor fi producători executivi ai filmului și vor nara versiunea filmului dublată în limba engleză.
Echipa principală de animație din spatele filmului a fost formată din aproximativ zece animatori și artiști de animație (cleanup) din Danemarca, precum și o echipă de artiști de colorare din Franța. Fiecare scenă era supusă unui proces de verificare, pornind de la varianta brută de animație în care echipa urmărea interpretarea personajelor și intenția transmisă. Odată ce era aprobat de către Poher Rasmussen, animatorii urmau să completeze desenele în ceea ce privește aspectul personajelor. Echipa de cleanup se ocupa apoi de tonul corect - ideea fiind să pară o schiță în cerneală dintr-un roman grafic pentru a conferi maturitate aspectului general - înainte de a o trimite în cele din urmă echipei de colorat pentru a înfrumuseța personajele. „A fost o mașinărie destul de mare”, a remarcat Ladekjær.

## Lansare
Flugt a avut premiera mondială la Festivalul de Film Sundance pe 28 ianuarie 2021. La scurt timp după, distribuitorii Neon, Participant Media, Curzon Artificial Eye și Haut et Court au achiziționat drepturi de distribuție în SUA, Marea Britanie și, respectiv, Franța. Filmul trebuia inițial să aibă premiera mondială la Festivalul de Film de la Cannes în mai 2020, dar festivalul a fost anulat din cauza pandemiei de COVID-19. De asemenea, a fost proiectat la Festivalul Internațional de Film de la Toronto din 2021 și la Festivalul de Film de la New York din 2021 în luna septembrie.
Filmul a fost lansat în cinematografe selectate din New York și Los Angeles de către Neon și Participant Media pe 3 decembrie 2021, cu o extindere la nivel național pe 21 ianuarie 2022.  Filmul a devenit disponibil pe site-ul Hulu pe 8 februarie 2022.

## Receptare critică
În weekendul lansării în cinematograf, filmul a adus încasări de 24.794 de dolari de la patru cinematografe, cu o medie pe ecran de 6.198 de dolari.
Flugt a fost apreciat de critici, iar Kim Longinotto, membru în juriul Festivalului Sundance, l-a numit în cadrul festivității de decernare a premiilor, „un clasic”. Pe site-ul Rotten Tomatoes a avut un rating de 98%, pe baza a 193 de recenzii, cu un scor mediu de 8.5/10. Conform recenziilor de pe acest site, Flugt descrie experiența de refugiat prin animație și depășește limitele clasice ale unui film documentar, reușind să transmită procesul fizic și psihic de autodescoperire. Pe site-ul Metacritic, filmul are un rating de 91 din 100, pe baza a 33 de recenzii ce indică „aprobare universală”. Totodată, este și al șaptelea cel mai bine apreciat film pe site în 2021 și cel mai bine apreciat film de animație al anului.
Conform Metacritic, Flugt a fost menționat în peste 33 de liste întocmite în 2021 de criticii de film, unul din singurele două filme animate care au apărut pe listă în acel an, alături de Familia Mitchell împotriva roboților (The Mitchells vs. the Machines). Filmul s-a clasat pe primul loc și pe al doilea în două dintre liste.
Bong Joon-ho, regizorul filmului din 2019 Parazit, a declarat că Flugt este unul dintre filmele lui preferate din 2021 și l-a numit „Cea mai emoționantă operă cinematografică pe care am văzut-o anul acesta”.
UK Film Review i-a acordat un rating de cinci stele. BBC l-a inclus în lista celor mai bune douăzeci de filme din 2021. În sondajul realizat de site-ul IndieWire cu 187 de critici și jurnaliști, s-a clasat pe locul șapte în topul celor mai bune 50 de filme ale anului 2021.

## Premii și nominalizări
La Sundance, Flugt a câștigat Marele Premiu al Juriului la secțiunea World Cinema Documentary. Filmul a fost apoi proiectat la Festivalul Internațional de Film de Animație de la Annecy, unde a câștigat Premiul cel mai bun lungmetraj. În 2022 Flugt a câștigat Premiul Cinema for Peace pentru Cel mai valoros documentar al anului.
La Festivalul Internațional de Film de la Toronto din 2021, filmul s-a clasat pe locul doi pentru Premiul People’s Choice pentru Filme Documentare. A fost, de asemenea, nominalizat la două premii Critics' Choice Documentary Awards, pentru cel mai bun lungmetraj și pentru cel mai bun regizor.
Filmul a câștigat Premiul pentru Libertate de Exprimare și a fost unul dintre documentarele de top la National Board of Review, a primit o nominalizare la Globul de Aur pentru cel mai bun film de animație, a câștigat la două categorii în cadrul Premiilor BAFTA, precum și un premiu Annie pentru Cel mai bun film independent de animație și patru premii Dorian.
| PREMIU                                                       | DATA FESTIVITĂȚII  | CATEGORIE                                                              | PERSOANA NOMINALIZATĂ                                                                       | REZULTAT    | REFERINȚĂ |
| ------------------------------------------------------------ | ------------------ | ---------------------------------------------------------------------- | ------------------------------------------------------------------------------------------- | ----------- | --------- |
| Festivalul de Film Sundance                                  | 3 februarie 2021   | World Cinema Documentary Competition                                   | Flugt                                                                                       | Câștigător  | [ 56 ]    |
| Festivalul Internațional de Film Animat de la Annecy         | 19 iunie 2021      | Best Feature                                                           | Flugt                                                                                       | Câștigător  | [ 57 ]    |
| Festivalul Internațional de Film Animat de la Annecy         | 19 iunie 2021      | Premiul Fundației Gan pentru Distribuție                               | Flugt                                                                                       | Câștigător  | [ 57 ]    |
| Festivalul Internațional de Film Animat de la Annecy         | 19 iunie 2021      | Cea mai bună muzică originală                                          | Uno Helmersson                                                                              | Câștigător  | [ 57 ]    |
| Festivalul Internațional de Film de la Toronto               | 18 septembrie 2021 | People's Choice Award for Documentaries                                | Flugt                                                                                       | Runner-Up   | [ 58 ]    |
| Festivalul Internațional de Film CLIT                        | 17 octombrie 2021  | Best Feature - la categoria Ativa-te!                                  | Flugt                                                                                       | Câștigător  | [ 59 ]    |
| Out on Film                                                  | 22 octombrie 2021  | Cel mai bun film internațional - Premiul Publicului                    | Flugt                                                                                       | Câștigător  | [ 60 ]    |
| Festivalul de Film Montclair                                 | 2 noiembrie 2021   | Premiul publicului pentru cinematografie mondială                      | Flugt                                                                                       | Câștigător  | [ 61 ]    |
| Festivalul de Film Montclair                                 | 2 noiembrie 2021   | Premiul Bruce Sinofsky pentru documentar                               | Jonas Poher Rasmussen                                                                       | Câștigător  | [ 61 ]    |
| Newport Beach Film Festival                                  | 3 noiembrie 2021   | Best Animated Feature - Premiul Publicului                             | Flugt                                                                                       | Câștigător  | [ 62 ]    |
| Critics' Choice Documentary Awards                           | 14 noiembrie 2021  | Best Documentary Feature                                               | Flugt                                                                                       | Nominalizat | [ 52 ]    |
| Critics' Choice Documentary Awards                           | 14 noiembrie 2021  | Cel mai bun regizor                                                    | Jonas Poher Rasmussen                                                                       | Nominalizat | [ 52 ]    |
| Manchester Animation Festival                                | 25 noiembrie 2021  | Best Feature Film                                                      | Flugt                                                                                       | Câștigător  | [ 63 ]    |
| Gotham Independent Film Awards                               | 29 noiembrie 2021  | Best Documentary Feature                                               | Flugt                                                                                       | Câștigător  | [ 64 ]    |
| National Board of Review                                     | 3 decembrie 2021   | Documentare de top                                                     | Flugt                                                                                       | Câștigător  | [ 53 ]    |
| National Board of Review                                     | 3 decembrie 2021   | Premiul pentru libertate de exprimare                                  | Flugt                                                                                       | Câștigător  | [ 53 ]    |
| Premiul Criticilor de Film din New York                      | 3 decembrie 2021   | Cel mai bun film de non-ficțiune                                       | Flugt                                                                                       | Câștigător  | [ 65 ]    |
| Detroit Film Critics Society                                 | 6 decembrie 2021   | Cel mai bun documentar                                                 | Flugt                                                                                       | Câștigător  | [ 66 ]    |
| Detroit Film Critics Society                                 | 6 decembrie 2021   | Cel mai bun film animat                                                | Flugt                                                                                       | Nominalizat | [ 66 ]    |
| Premiile Britanice pentru Film Independent                   | 5 decembrie 2021   | Cel mai bun film independent internațional                             | Jonas Poher Rasmussen, Amin Nawabi, Monica Hellstrøm, Signe Byrge Sørensen                  | Câștigător  | [ 67 ]    |
| Premiile Asociației Criticilor de Film din Washington D.C.   | 6 decembrie 2021   | Cel mai bun film animat                                                | Flugt                                                                                       | Nominalizat | [ 68 ]    |
| Premiile Asociației Criticilor de Film din Washington D.C.   | 6 decembrie 2021   | Cel mai bun documentar                                                 | Flugt                                                                                       | Nominalizat | [ 68 ]    |
| Premiile Academiei Europene de Film                          | 11 decembrie 2021  | Cel mai bun documentar                                                 | Flugt                                                                                       | Câștigător  | [ 69 ]    |
| Premiile Academiei Europene de Film                          | 11 decembrie 2021  | Cel mai bun film animat                                                | Flugt                                                                                       | Câștigător  | [ 69 ]    |
| Premiile Academiei Europene de Film                          | 11 decembrie 2021  | Premiul Universității Europene de Film                                 | Flugt                                                                                       | Câștigător  | [ 70 ]    |
| New York Film Critics Online                                 | 12 decembrie 2021  | Cel mai bun documentar                                                 | Flugt                                                                                       | Câștigător  | [ 71 ]    |
| Premiile Societății Criticilor de Film din Boston            | 12 decembrie 2021  | Cel mai bun film animat                                                | Flugt                                                                                       | Câștigător  | [ 72 ]    |
| Premiile Asociației Criticilor de Film din Chicago           | 12 decembrie 2021  | Cel mai bun film animat                                                | Flugt                                                                                       | Câștigător  | [ 73 ]    |
| Premiile Asociației Criticilor de Film din Chicago           | 12 decembrie 2021  | Cel mai bun documentar                                                 | Flugt                                                                                       | Nominalizat | [ 73 ]    |
| Premiile Asociației Criticilor de Film din los Angeles       | 18 decembrie 2021  | Cel mai bun film animat                                                | Flugt                                                                                       | Câștigător  | [ 74 ]    |
| Premiile Criticilor de Film din Utah                         | 18 decembrie 2021  | Cel mai bun film animat                                                | Flugt                                                                                       | Câștigător  | [ 75 ]    |
| Premiile Criticilor de Film din Utah                         | 18 decembrie 2021  | Premiul pentru film în altă limbă decât engleză                        | Flugt                                                                                       | Câștigător  | [ 75 ]    |
| Premiile Criticilor de Film din Utah                         | 18 decembrie 2021  | Cel mai bun documentar                                                 | Flugt                                                                                       | Runner-Up   | [ 75 ]    |
| Premiile Asociației Criticilor de Film Gateway din St. Louis | 19 decembrie 2021  | Cel mai bun film animat                                                | Flugt                                                                                       | Nominalizat | [ 76 ]    |
| Premiile Asociației Criticilor de Film Gateway din St. Louis | 19 decembrie 2021  | Cel mai bun documentar                                                 | Flugt                                                                                       | Câștigător  | [ 76 ]    |
| Premiile Asociației Criticilor de Film Gateway din St. Louis | 19 decembrie 2021  | Cel mai bun film în limbă străină                                      | Flugt                                                                                       | Nominalizat | [ 76 ]    |
| Indiana Film Journalists Association                         | 20 decembrie 2021  | Cel mai bun film animat                                                | Flugt                                                                                       | Câștigător  | [ 77 ]    |
| Asociația Criticilor de Film Fort Worth din Dallas           | 20 decembrie 2021  | Cel mai bun film în limbă străină                                      | Flugt                                                                                       | Runner-Up   | [ 78 ]    |
| Asociația Criticilor de Film Fort Worth din Dallas           | 20 decembrie 2021  | Cel mai bun film documentar                                            | Flugt                                                                                       | Runner-Up   | [ 78 ]    |
| Asociația Criticilor de Film Fort Worth din Dallas           | 20 decembrie 2021  | Russell Smith Award                                                    | Flugt                                                                                       | Câștigător  | [ 78 ]    |
| Premiile Asociației Criticilor de Film din Florida           | 22 decembrie 2021  | Cel mai bun film documentar                                            | Flugt                                                                                       | Nominalizat | [ 79 ]    |
| Premiile Asociației Criticilor de Film din Florida           | 22 decembrie 2021  | Cel mai bun film animat                                                | Flugt                                                                                       | Runner-Up   | [ 79 ]    |
| Societatea Națională a Criticilor de Film                    | 8 ianuarie 2022    | Cel mai bun film non-ficțiune                                          | Flugt                                                                                       | Câștigător  | [ 80 ]    |
| Premiile Globul de Aur                                       | 9 ianuarie 2022    | Best Animated Feature                                                  | Flugt                                                                                       | Nominalizat | [ 81 ]    |
| Premiile Societății Criticilor de Film din San Diego         | 10 ianuarie 2022   | Cel mai bun film animat                                                | Flugt                                                                                       | Runner-Up   | [ 82 ]    |
| Premiile Societății Criticilor de Film din San Diego         | 10 ianuarie 2022   | Cel mai bun documentar                                                 | Flugt                                                                                       | Runner-Up   | [ 82 ]    |
| Premiile Criticilor de Film din San Francisco                | 10 ianuarie 2022   | Cel mai bun documentar                                                 | Flugt                                                                                       | Nominalizat | [ 83 ]    |
| Premiile Criticilor de Film din San Francisco                | 10 ianuarie 2022   | Cel mai bun film animat                                                | Flugt                                                                                       | Nominalizat | [ 83 ]    |
| Premiile Criticilor de Film din San Francisco                | 10 ianuarie 2022   | Cel mai bun film în limbă străină                                      | Flugt                                                                                       | Nominalizat | [ 83 ]    |
| Asociația Criticilor de film din Austin                      | 11 ianuarie 2022   | Cel mai bun film animat                                                | Flugt                                                                                       | Nominalizat | [ 84 ]    |
| Asociația Criticilor de film din Austin                      | 11 ianuarie 2022   | Cel mai bun documentar                                                 | Flugt                                                                                       | Nominalizat | [ 84 ]    |
| Asociația Criticilor de Film din Georgia                     | 14 ianuarie 2022   | Best Picture                                                           | Flugt                                                                                       | Nominalizat | [ 85 ]    |
| Asociația Criticilor de Film din Georgia                     | 14 ianuarie 2022   | Cel mai bun film animat                                                | Flugt                                                                                       | Nominalizat | [ 85 ]    |
| Asociația Criticilor de Film din Georgia                     | 14 ianuarie 2022   | Cel mai bun film documentar                                            | Flugt                                                                                       | Nominalizat | [ 85 ]    |
| Asociația Criticilor de Film din Georgia                     | 14 ianuarie 2022   | Cel mai bun film în limbă străină                                      | Flugt                                                                                       | Nominalizat | [ 85 ]    |
| Asociația Criticilor de Film din Toronto                     | 16 ianuarie 2022   | Cel mai bun film animat                                                | Flugt                                                                                       | Câștigător  | [ 86 ]    |
| Asociația Criticilor de Film din Toronto                     | 16 ianuarie 2022   | Cel mai bun film documentar                                            | Flugt                                                                                       | Runner-Up   | [ 86 ]    |
| Societatea de Film din North Dakota                          | 17 ianuarie 2022   | Best Picture                                                           | Flugt                                                                                       | Nominalizat | [ 87 ]    |
| Societatea de Film din North Dakota                          | 17 ianuarie 2022   | Cel mai bun film animat                                                | Flugt                                                                                       | Nominalizat | [ 87 ]    |
| Societatea de Film din North Dakota                          | 17 ianuarie 2022   | Cel mai bun film documentar                                            | Flugt                                                                                       | Câștigător  | [ 87 ]    |
| Societatea de Film din North Dakota                          | 17 ianuarie 2022   | Cel mai bun film internațional                                         | Flugt                                                                                       | Câștigător  | [ 87 ]    |
| Societatea Criticilor de Film din Denver                     | 17 ianuarie 2022   | Cel mai bun film animat                                                | Flugt                                                                                       | Câștigător  | [ 88 ]    |
| Societatea Criticilor de Film din Denver                     | 17 ianuarie 2022   | Premiul pentru film în altă limbă decât engleză                        | Flugt                                                                                       | Nominalizat | [ 88 ]    |
| Societatea Criticilor de Film din Denver                     | 17 ianuarie 2022   | Cel mai bun documentar                                                 | Flugt                                                                                       | Nominalizat | [ 88 ]    |
| Societatea Criticilor de Film din Seattle                    | 17 ianuarie 2022   | Cel mai bun film animat                                                | Flugt                                                                                       | Câștigător  | [ 89 ]    |
| Societatea Criticilor de Film din Seattle                    | 17 ianuarie 2022   | Premiul pentru film în altă limbă decât engleză                        | Flugt                                                                                       | Nominalizat | [ 89 ]    |
| Societatea Criticilor de Film din Seattle                    | 17 ianuarie 2022   | Cel mai bun documentar                                                 | Flugt                                                                                       | Nominalizat | [ 89 ]    |
| Premiile Societății Criticilor de Film din Houston           | 19 ianuarie 2022   | Cel mai bun film animat                                                | Flugt                                                                                       | Nominalizat | [ 90 ]    |
| Premiile Societății Criticilor de Film din Houston           | 19 ianuarie 2022   | Cel mai bun documentar                                                 | Flugt                                                                                       | Nominalizat | [ 90 ]    |
| Premiile Societății Criticilor de Film din Houston           | 19 ianuarie 2022   | Cel mai bun film în limbă străină                                      | Flugt                                                                                       | Nominalizat | [ 90 ]    |
| Premiile Societății Online a Criticilor de Film              | 24 ianuarie 2022   | Cel mai bun documentar                                                 | Flugt                                                                                       | Nominalizat | [ 91 ]    |
| Premiile Societății Online a Criticilor de Film              | 24 ianuarie 2022   | Cel mai bun film animat                                                | Flugt                                                                                       | Nominalizat | [ 91 ]    |
| Premiile Societății Online a Criticilor de Film              | 24 ianuarie 2022   | Cel mai bun film care nu este în limba engleză                         | Flugt                                                                                       | Nominalizat | [ 91 ]    |
| Premiile Alianței Femeilor Jurnaliste de Film                | ianuarie 2022      | Cel mai bun film animat                                                | Flugt                                                                                       | Câștigător  | [ 92 ]    |
| Premiile Alianței Femeilor Jurnaliste de Film                | ianuarie 2022      | Cel mai bun documentar                                                 | Flugt                                                                                       | Nominalizat | [ 92 ]    |
| Premiile Alianței Femeilor Jurnaliste de Film                | ianuarie 2022      | Cel mai bun film care nu este în limba engleză                         | Flugt                                                                                       | Nominalizat | [ 92 ]    |
| Premiile Robert                                              | 5 februarie 2022   | Cel mai bun documentar                                                 | Monica Hellström, Signe Byrge Sørensen, Charlotte de la Gournerie și Jonas Poher Rasmussen  | Câștigător  | [ 93 ]    |
| Premiile Robert                                              | 5 februarie 2022   | Cea mai bună editare                                                   | Janus Billeskov Jansen                                                                      | Câștigător  | [ 93 ]    |
| Premiile Robert                                              | 5 februarie 2022   | Cel mai bun sunet                                                      | Edward Björner și Tormod Ringnes                                                            | Câștigător  | [ 93 ]    |
| Premiile Robert                                              | 5 februarie 2022   | Cea mai bună coloană sonoră                                            | Umo Helmersson                                                                              | Câștigător  | [ 93 ]    |
| London Film Critics Circle Awards                            | 6 februarie 2022   | Documentarul anului                                                    | Flugt                                                                                       | Nominalizat | [ 94 ]    |
| London Film Critics Circle Awards                            | 6 februarie 2022   | Premiul pentru Performanțe Tehnice                                     | Kenneth Ladekjær (animație)                                                                 | Nominalizat | [ 94 ]    |
| Cinema Eye Honors                                            | 1 martie 2022      | Premiul pentru film non-ficțiune                                       |                                                                                             | Câștigător  | [ 95 ]    |
| Cinema Eye Honors                                            | 1 martie 2022      | Premiul publicului                                                     |                                                                                             | Nominalizat | [ 95 ]    |
| Cinema Eye Honors                                            | 1 martie 2022      | Premiul pentru regie                                                   |                                                                                             | Nominalizat | [ 95 ]    |
| Cinema Eye Honors                                            | 1 martie 2022      | Premiul pentru producție                                               |                                                                                             | Nominalizat | [ 95 ]    |
| Cinema Eye Honors                                            | 1 martie 2022      | Premiul pentru coloană sonoră                                          |                                                                                             | Nominalizat | [ 95 ]    |
| Cinema Eye Honors                                            | 1 martie 2022      | Premiul pentru sunet                                                   |                                                                                             | Nominalizat | [ 95 ]    |
| Cinema Eye Honors                                            | 1 martie 2022      | Premiul pentru grafică/animație                                        |                                                                                             | Câștigător  | [ 95 ]    |
| Cinema Eye Honors                                            | 1 martie 2022      | The Unforgettables                                                     | Amin Nawabi                                                                                 | Câștigător  | [ 95 ]    |
| American Cinema Editors Awards                               | 5 martie 2022      | Cel mai bine editat documentar                                         | Janus Billeskov Jansen                                                                      | Nominalizat | [ 96 ]    |
| Premiile Independent Spirit                                  | 6 martie 2022      | Cel mai bun documentar                                                 | Flugt                                                                                       | Nominalizat | [ 97 ]    |
| Premiile Annie                                               | 12 martie 2022     | Cel mai bun film animat independent                                    | Flugt                                                                                       | Câștigător  | [ 98 ]    |
| Premiile Annie                                               | 12 martie 2022     | Premiul pentru cea mai bună regie într-o producție animată             | Jonas Poher Rasmussen, Kenneth Ladekjær                                                     | Nominalizat | [ 98 ]    |
| Premiile Annie                                               | 12 martie 2022     | Premiul pentru cea mai bună editare într-o producție animată           | Janus Billeskov Jansen                                                                      | Nominalizat | [ 98 ]    |
| Premiile Annie                                               | 12 martie 2022     | Premiul pentru cel mai bun scenariu într-o producție animată           | Jonas Poher Rasmussen, Amin Nawabi                                                          | Nominalizat | [ 98 ]    |
| Premiile Academie Britanice de Film (BAFTA)                  | 13 martie 2022     | Cel mai bun film animat                                                | Flugt                                                                                       | Nominalizat | [ 99 ]    |
| Premiile Academie Britanice de Film (BAFTA)                  | 13 martie 2022     | Cel mai bun documentar                                                 | Flugt                                                                                       | Nominalizat | [ 99 ]    |
| Critics' Choice Awards                                       | 13 martie 2022     | Cel mai bun film animat                                                | Flugt                                                                                       | Nominalizat | [ 100 ]   |
| Critics' Choice Awards                                       | 13 martie 2022     | Cel mai bun film în limbă străină                                      | Flugt                                                                                       | Nominalizat | [ 100 ]   |
| Golden Reel Awards                                           | 13 martie 2022     | Premiul pentru performanță în editare de sunet într-un film documentar | Edward Björner, Jens Johansson, Fredrik Jonsäter, Rune Van Deurs, Bengt Öberg               | Nominalizat | [ 101 ]   |
| Premiile Dorian                                              | 17 martie 2022     | Cel mai bun film LGBTQ                                                 | Flugt                                                                                       | Câștigător  | [ 102 ]   |
| Premiile Dorian                                              | 17 martie 2022     | Cel mai bun film animat                                                | Flugt                                                                                       | Câștigător  | [ 102 ]   |
| Premiile Dorian                                              | 17 martie 2022     | Cel mai bun documentar                                                 | Flugt                                                                                       | Câștigător  | [ 102 ]   |
| Premiile Dorian                                              | 17 martie 2022     | Cel mai bun documentar LGBTQ                                           | Flugt                                                                                       | Câștigător  | [ 102 ]   |
| Premiile Dorian                                              | 17 martie 2022     | Cel mai bun film care nu este în limba engleză                         | Flugt                                                                                       | Nominalizat | [ 102 ]   |
| Premiile Ghildei Producătorilor din America                  | 19 martie 2022     | Cea mai bună producție a unui film documentar                          | Flugt                                                                                       | Nominalizat | [ 103 ]   |
| Premiile Bodil                                               | 19 martie 2022     | Cel mai bun documentar                                                 | Flugt                                                                                       | Câștigător  | [ 104 ]   |
| Premiile Bodil                                               | 19 martie 2022     | Premiul Special Bodil                                                  | Kenneth Ladekjær (animator) and Jess Nicholls (art director)                                | Câștigător  | [ 104 ]   |
| Premiile Oscar                                               | 27 martie 2022     | Cel mai bun film animat                                                | Jonas Poher Rasmussen, Monica Hellström, Signe Byrge Sørensen and Charlotte De La Gournerie | Nominalizat | [ 105 ]   |
| Premiile Oscar                                               | 27 martie 2022     | Cel mai bun film documentar                                            | Jonas Poher Rasmussen, Monica Hellström, Signe Byrge Sørensen and Charlotte De La Gournerie | Nominalizat | [ 105 ]   |
| Premiile Oscar                                               | 27 martie 2022     | Cel mai bun film internațional                                         | Danemaca                                                                                    | Nominalizat | [ 105 ]   |
| GLAAD Media Awards                                           | 2 aprilie 2022     | Cel mai bun documentar                                                 | Flugt                                                                                       | Nominalizat | [ 106 ]   |
| Premiile Satellite                                           | 2 aprilie 2022     | Cel mai bun film animat au Mix Media                                   | Flugt                                                                                       | Nominalizat | [ 107 ]   |
| Premiile Satellite                                           | 2 aprilie 2022     | Cel mai bun film documentar                                            | Flugt                                                                                       | Nominalizat | [ 107 ]   |
| Premiile Satellite                                           | 2 aprilie 2022     | Cel mai bun film în limbă străină                                      | Flugt                                                                                       | Nominalizat | [ 107 ]   |
| Premiile Academiei Europene de Film                          | 10 decembrie 2022  | Premiul Lux                                                            | Flugt                                                                                       | Nominalizat | [ 108 ]   |